# Mujeres en el Desarrollo
Mujer(es) en el Desarrollo (MED) es una forma de percibir y estudiar el tema de la subordinación y el trabajo de las mujeres en los modelos y consecuentes estrategias de desarrollo económico.
La economía en las mujeres empezó alrededor del siglo V antes de cristo, aunque eran trabajos sencillos como preparar derivados de lácteos, coser y alimentar el ganado.
Surge en la década de 1970, con la vuelta a los estudios del desarrollo económico en general, y se reconoce que históricamente la mujer ha sido marginada de la sociedad en su conjunto y en particular del sistema económico; por lo que la mujer es el centro del problema y el sistema únicamente tendrá éxito en la medida en que se tenga en cuenta el trabajo realizado por esa parte de la población.

## Enfoque MED 1970
Se pone énfasis en el rol productivo de las mujeres (actividades económicas), teniendo como referencia la subordinación económica de las mujeres hacia los hombres debido a la exclusión de ellas por el mercado; sin embargo, este enfoque visualizaba el problema como resultado de condiciones aisladas regionalmente, por lo que las soluciones de política pública eran parciales y atomizadas
Además, los tipos de política pública reforzaban los roles de género sin cuestionar la división social del trabajo decidida unilateralmnete durante la historia de la humanidad

## La transición del MED al Género en el Desarrollo (GED)
Se toma el subdesarrollo como causa de la pobreza femenina, en vez de atribuir esta a la subordinación de género. Para intentar solucionar el problema se focaliza en el rol productivo de la mujer. El enfoque MED pasa de esta transición ya que la integración que aporta este enfoque, es de manera forzada.

## La agenda actual del género en el desarrollo sustentable
Surge en la crisis de la deuda externa y las políticas de ajuste estructural de los años ochenta. Se busca aumentar la eficiencia de las políticas de desarrollo con la contribución económica femenina (empleando el trabajo no remunerado de la mujer).